# Lijst van rijksmonumenten in 's-Hertogenbosch (gemeente)
De gemeente 's-Hertogenbosch telt 544 inschrijvingen in het rijksmonumentenregister. Hieronder een overzicht. 

## 's-Hertogenbosch
De plaats 's-Hertogenbosch telt 515 inschrijvingen in het rijksmonumentenregister. Zie Lijst van rijksmonumenten in 's-Hertogenbosch (plaats) voor een overzicht.

## Bokhoven
De plaats Bokhoven telt 6 inschrijvingen in het rijksmonumentenregister.
| Object                                                               | Oorspronkelijke functie?  | Bouwjaar               | Architect | Locatie                              | Coördinaten?                  | Nr.?   | Afbeelding        |
| -------------------------------------------------------------------- | ------------------------- | ---------------------- | --------- | ------------------------------------ | ----------------------------- | ------ | ----------------- |
| Kerkhof Bokhoven: Grafmonument van J.Th.M. van Heijst-Dickens        | Begraafplaats en -onderdl | 1892                   |           | Gravin Helenastraat (grafmonument) 1 | 51° 44' 14" NB, 5° 14' 1" OL  | 522414 | Meer afbeeldingen |
| Kerkhof Bokhoven: Grafmonument van de familie Van der Leeden-Nefkens | Begraafplaats en -onderdl | 1890                   |           | Gravin Helenastraat (grafmonument) 1 | 51° 44' 13" NB, 5° 14' 1" OL  | 522415 | Meer afbeeldingen |
| Kerk van de St. Antonius Abt                                         | Kerk en kerkonderdeel     | vroeg-15e eeuw (toren) |           | Gravin Helenastraat 1                | 51° 44' 14" NB, 5° 13' 60" OL | 21956  | Meer afbeeldingen |
| Restanten van Kasteel van Bokhoven                                   | Gebouw                    | 1794 (verwoest)        |           | Gravin Helenastraat 2                | 51° 44' 11" NB, 5° 14' 2" OL  | 21957  | Meer afbeeldingen |
| Boerderij                                                            | Gebouw                    | 1839 (jaartalankers)   |           | Gravin Helenastraat 3                | 51° 44' 13" NB, 5° 13' 58" OL | 21958  | Meer afbeeldingen |
| Huis La Licorne                                                      | Woonhuis                  | 1950                   |           | Driekoningenplein 6                  | 51° 44' 13" NB, 5° 14' 4" OL  | 522452 | Meer afbeeldingen |

## Empel
De plaats Empel telt 4 inschrijvingen in het rijksmonumentenregister.
| Object                                                                 | Oorspronkelijke functie?  | Bouwjaar                       | Architect | Locatie                    | Coördinaten?                  | Nr.?  | Afbeelding                                                             |
| ---------------------------------------------------------------------- | ------------------------- | ------------------------------ | --------- | -------------------------- | ----------------------------- | ----- | ---------------------------------------------------------------------- |
| Fort Crèvecoeur                                                        | Fort, vesting en -onderdl | 1587 (aanleg) 1735 (gewijzigd) |           | Crevecoer ong              | 51° 44' 6" NB, 5° 15' 53" OL  | 14969 | Meer afbeeldingen                                                      |
| Terrein waarin de overblijfselen van het kasteel van Empel en Meerwijk | Archeologisch monument    | Middeleeuwen                   |           | 't Slot/Dkn. Pompenstraat  | 51° 43' 51" NB, 5° 19' 4" OL  | 46214 | Terrein waarin de overblijfselen van het kasteel van Empel en Meerwijk |
| Terrein waarin overblijfselen van een nederzetting                     | Archeologisch monument    | Romeinse tijd                  |           | Groenesteeg/Balkweg        | 51° 43' 39" NB, 5° 18' 51" OL | 46215 | Upload foto                                                            |
| Terrein waarin een huisterp                                            | Archeologisch monument    | Middeleeuwen                   |           | Empelse Hut, Tweede Morgen | 51° 43' 10" NB, 5° 18' 47" OL | 46216 | Upload foto                                                            |

## Engelen
De plaats Engelen telt 2 inschrijvingen in het rijksmonumentenregister.
| Object | Oorspronkelijke functie? | Bouwjaar                        | Architect | Locatie                      | Coördinaten?                  | Nr.?  | Afbeelding        |
| --- | ------------------------ | ------------------------------- | --------- | ---------------------------- | ----------------------------- | ----- | ----------------- |
| Nederlands hervormde kerk | Kerk en kerkonderdeel    | 15e eeuw (bouw) 1587 (verwoest) |           | Achterstraat (De Kerkhof) 20 | 51° 43' 13" NB, 5° 16' 20" OL | 21954 | Meer afbeeldingen |
| Gebouw op L-vormige plattegrond, voorgedeelte met schilddak en trappenbordes, zijvleugel onder zadeldak; zesdelige schuiframen | Gebouw                   | 1844                            |           | De Kerkhof 4, 5              | 51° 43' 14" NB, 5° 16' 19" OL | 21955 | Meer afbeeldingen |

## Gewande
De plaats Gewande telt 3 inschrijvingen in het rijksmonumentenregister.
| Object              | Oorspronkelijke functie? | Bouwjaar | Architect | Locatie         | Coördinaten?                | Nr.?   | Afbeelding        |
| ------------------- | ------------------------ | -------- | --------- | --------------- | --------------------------- | ------ | ----------------- |
| Blauwe Sluis        | Waterkering en -doorlaat | 1768     |           | Krommenhoek ong | 51° 45' 6" NB, 5° 21' 3" OL | 522436 | Upload foto       |
| Hertogsgemaal       | Gemaal                   | 1940     |           | Krommenhoek ong | 51° 45' 4" NB, 5° 21' 3" OL | 522437 | Meer afbeeldingen |
| Museumgemaal Caners | Gemaal                   | 1933     |           | Krommenhoek ong | 51° 45' 6" NB, 5° 21' 3" OL | 522438 | Meer afbeeldingen |

## Rosmalen
De plaats Rosmalen telt 13 inschrijvingen in het rijksmonumentenregister. Zie Lijst van rijksmonumenten in Rosmalen voor een overzicht.

## Vinkel
De plaats Vinkel telt 2 inschrijvingen in het rijksmonumentenregister.
| Object                                                                                  | Oorspronkelijke functie? | Bouwjaar                   | Architect | Locatie       | Coördinaten?                  | Nr.?   | Afbeelding                                                                  |
| --------------------------------------------------------------------------------------- | ------------------------ | -------------------------- | --------- | ------------- | ----------------------------- | ------ | --------------------------------------------------------------------------- |
| Vlaamse schuur op rechthoekige plattegrond en gedekt met een hoog schilddak             | Boerderij                | 1775                       |           | Brugstraat 81 | 51° 41' 42" NB, 5° 27' 25" OL | 522877 | Vlaamse schuur op rechthoekige plattegrond en gedekt met een hoog schilddak |
| Kapel. Voormalige, thans als boerderij gebruikte kapel, gesticht ter ere van St. Cunera | Kapel                    | ca. 1535, hersteld in 1631 |           | Kaathoven 19  | 51° 41' 37" NB, 5° 27' 22" OL | 9435   | Meer afbeeldingen                                                           |

's-Hertogenbosch ·
Alphen-Chaam ·
Altena ·
Asten ·
Baarle-Nassau ·
Bergeijk ·
Bergen op Zoom ·
Bernheze ·
Best ·
Bladel ·
Boekel ·
Boxtel ·
Breda ·
Cranendonck ·
Deurne ·
Dongen ·
Drimmelen ·
Eersel ·
Eindhoven ·
Etten-Leur ·
Geertruidenberg ·
Geldrop-Mierlo ·
Gemert-Bakel ·
Gilze en Rijen ·
Goirle ·
Halderberge ·
Heeze-Leende ·
Helmond ·
Heusden ·
Hilvarenbeek ·
Laarbeek ·
Land van Cuijk ·
Loon op Zand ·
Maashorst ·
Meierijstad ·
Moerdijk ·
Nuenen, Gerwen en Nederwetten ·
Oirschot ·
Oisterwijk ·
Oosterhout ·
Oss ·
Reusel-De Mierden ·
Roosendaal ·
Rucphen ·
Sint-Michielsgestel ·
Someren ·
Son en Breugel ·
Steenbergen ·
Tilburg ·
Valkenswaard ·
Veldhoven ·
Vught ·
Waalre ·
Waalwijk ·
Woensdrecht ·
Zundert